# トゥ・メニー・ピープル
「トゥ・メニー・ピープル」（英語: Too Many People）は、ポール・マッカートニーの楽曲（名義はポール&リンダ・マッカートニー）。1971年に発表された2枚目のソロアルバム『ラム』の1曲目で、アメリカ限定で発売されたシングル『アンクル・アルバート〜ハルセイ提督』ではカップリング曲として取り上げられた。

## 概要
マッカートニーは、2012年の再発盤「ラム アーカイヴ・コレクション」内にて「「トゥ・メニー・ピープル」は、まさに電波に乗ったジョンへのメッセージだったんだ。彼は、みんなが何をすべきか、どう生きるべきかを少しばかり説いているような気がして、当時はそれが少し偽善的だと感じていたんだ。だから、「トゥ・メニー・ピープル」という曲の中で、「Too many people preaching practices（あまりに多くの人がやることを説く）」と書き始めたんだ。これは直接ジョンに向けた言葉だけど、当時の僕たちの関係について、そして僕が「説教される必要はない」と感じていたことについて書いたものなんだ」と語っている。
また、1984年の雑誌『PLAYBOY』によるインタビューでは、「ある曲の中で、「Too many people preaching practices（あまりに多くの人がやることを説く）」というフレーズを書いたんだ。つまり、ジョンとヨーコに対するちょっとした皮肉だったんだけどね。それ以外には、彼らについて書いたものはなかったんだ」と語っている。
アメリカのローリング・ストーン誌は、「マッカートニーのポスト・ビートルズ第３の名曲」と評価。Statesman Journalは、「明るくて苦い、慎重に構成された」「紛れもなくビートルズ」と述べ、本アルバムの中でも最高傑作と評した。

## クレジット
- ポール・マッカートニー - リード・ボーカル、バッキング・ボーカル、ベース、アコースティック・ギター、エレクトリック・ギター
- リンダ・マッカートニー - バッキング・ボーカル
- ヒュー・マクラッケン - アコースティック・ギター、エレクトリック・ギター
- デニー・シーウェル - ドラムス、パーカッション、カウベル、シェイカー